# Liturgie de saint Jean Chrysostome (Rachmaninov)
Pour les articles homonymes, voir Liturgie de saint Jean Chrysostome.
La Liturgie de saint Jean Chrysostome, op. 31, est, avec Les Vêpres op. 37, l'une des deux seules compositions religieuses de Sergueï Rachmaninov. Elle comporte 20 mouvements. Composée à l'été 1910, elle est créée le 25 novembre 1910.

## Composition
Rachmaninov fut toujours intéressé par la musique orthodoxe. Il assista aux cours de Stepan Smolenski à l'Institut synodal de Moscou, dans les années 1890-1891. Smolenski était l'une des plus éminentes figures de la musique orthodoxe : c'est d'ailleurs Smolenski qui suggéra à Rachmaninov de mettre en musique la Liturgie de saint Jean Chrysostome, dès 1897.
Depuis le milieu du XVIIIe siècle, la musique liturgique russe s'étiole : c'est presque devenu une sorte "d'art officiel", dominé par le goût italien et des compositeurs médiocres. Des musiciens officiels comme Glinka, tentent de "russifier" le genre. En 1878, Tchaïkovski fait scandale avec sa Liturgie de saint Jean Chrysostome : se développe alors ce qu'on appellerait aujourd'hui une "contre-culture", dirigée par Smolenski et Kastalski. Attachés à l'Institut synodal de Moscou, ils collectent et diffusent les anciens chants traditionnels. Smolenski meurt en 1909, puis, quelques années plus tard, Kastalski abandonne la musique liturgique.
Rachmaninov est attentif à tous les changements dus au travail des deux hommes : chants redécouverts, nouveaux styles (nouvelles interprétations, nouvelles tournures modales, nouvelles harmonies, etc.). Durant la rédaction de la Liturgie et des Vêpres, il prend régulièrement conseil auprès de Kastalski. La composition terminée, Rachmaninov s'exprime : « Depuis Monna Vanna, je n'ai rien composé avec un tel plaisir ». L'œuvre est créée deux mois plus tard, le 25 novembre 1910.